# 北新关
北新关，俗称大关，又名钞关、北关、户关、户部分司、北新钞关，位于中国浙江省杭州市拱墅区拱宸桥南京杭运河、西塘河、余杭塘河三水交汇之处，最初设置在北新桥之上据桥为关，后建关署于桥东北方，北新桥也因此名大关桥，亦名永安桥、喻陈桥、中兴永安桥，今桥为1995年迁址重建，为大关路跨京杭运河桥梁，仍以大关为名。北新关旧时为运河七大钞关之一，今仅存遗址于运河边青莎公园内。

## 北新桥及名称由来

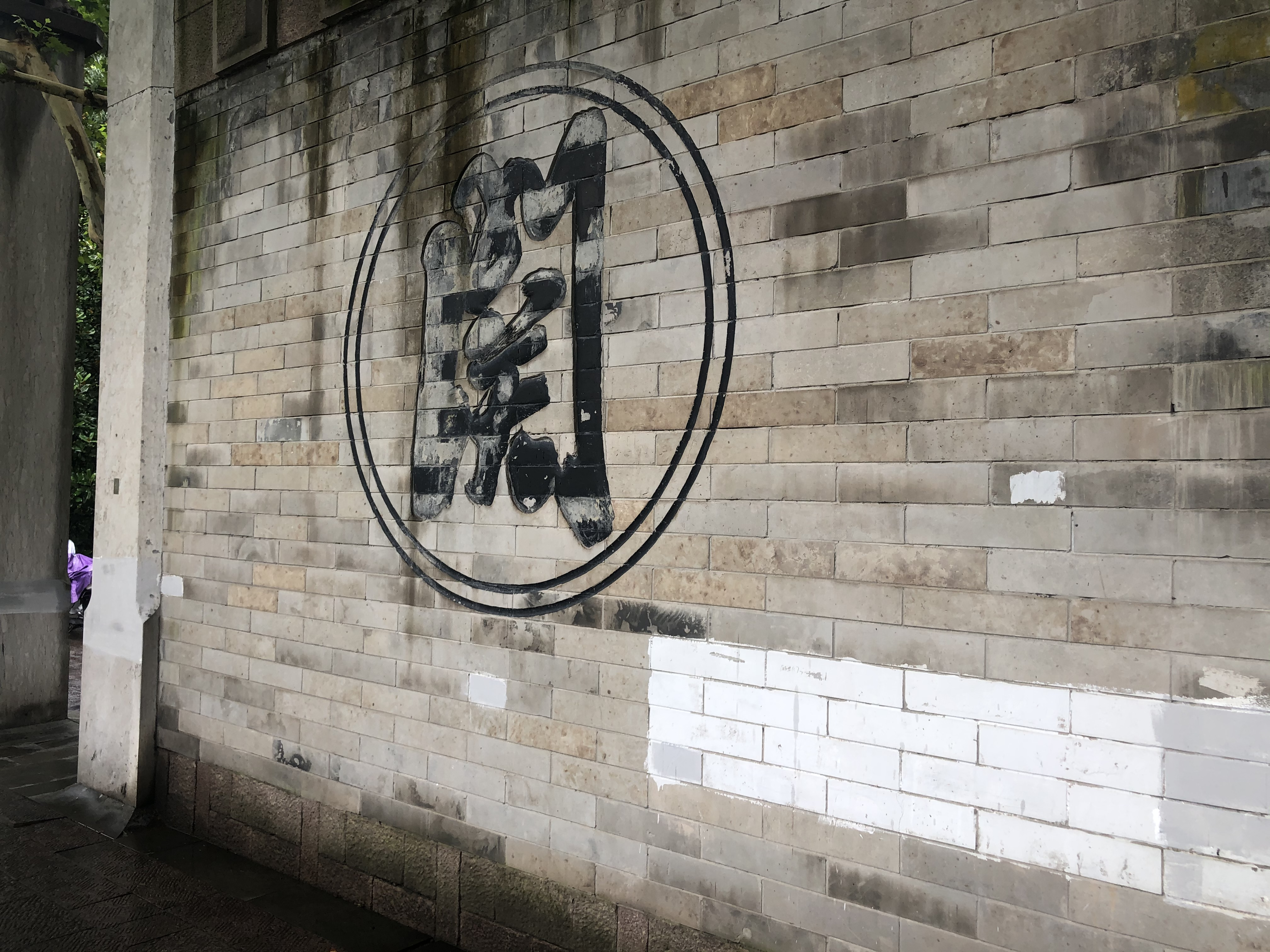
新大关桥一侧墙上“关”字

北新关据桥作关，关桥最早修筑于北宋建中靖国元年（1101年），在杭州武林门北十余里，原名永安桥，为当时杭州城北北关镇最大的桥梁。南宋绍兴七年（1137年），桥梁破损严重，已然化作危桥，镇上长者陈德诚会同同辈的余庆施、宗宥以及寺僧梵海募资修筑新桥，最终新桥于绍兴八年（1138年）初春动工，由陈德诚亲自督工，并在年内完工，改名为中兴永安桥。中兴永安桥在南宋《淳祐临安志》中即已称作北新桥，这一名称一直沿用到清代，清代又称此桥为喻陈桥、大关桥。1955年，政府在原北新桥的基础上重新建造桥梁，为单孔圆洞式。1995年，北新旧桥又被拆除，在原桥址南约300米修筑了今天的大关桥。
北新关名字或与北新桥有关，清雍正《浙江通志》即称关以桥名。同时，北新关一直有“北关”的俗称，然而杭州的“北关”存在指代不清的问题：杭州城墙北门武林门故称北关门；《淳祐临安志》则以吴越国时期杭州罗城北城门故址为北关门，在今天武林门北米市桥一带，宋代政府在此地设有北关税监，和今日北新关无关；雍正《西湖志》则将武林门以北运河一带称作北关；雍正《北新关志》只解释北新关“为其地去城北十余里，故名云”；明嘉靖《杭州府志》则称，北新关在明初非固定行政单位，直到景泰元年（1450年）当时的户部主事在此建立钞关，俗称北关，但在成化年间北新关一度罢置，复设后俗名改称北新关。虽然别称很多，但北新关自身则一直多用北新关名，官署题名俱为“北新关”，明嘉靖六年（1527年）始编《北新关志》亦以“北新关”名。虽然对于杭州本地而言，北关地名存在混淆的问题，但外地来到杭州均以北新关为北关。另外，北新关作为钞关，还有户关、户部分司、北新钞关等别称。

## 历史
至迟在明宣德四年（1429年）朝廷在北新桥上设置北新关，最早用于收取京杭运河上的船税，关初设时桥东北方即有几间小屋作为钞关公署，但是公署离岸边有段距离，前面又被门挡住，运河河边的岸石倾倒难行，船只上岸报关十分不便。同时根据清雍正《浙江通志》记载，北新关最初据桥为关，桥上设置栅栏架起木制平台，平台上为遮蔽风雨的卷篷，船只旧停泊在卷篷之下清点商船货物厘清商税。正德四年（1439年）政府为扩大税源，改善纸币大明宝钞的流通，在运河沿线陆续设置钞关，由于过关税费只能支付宝钞，因此这些关口也被称为钞关。明成化四年至七年（1468-1471年）北新关一度被废止，但后来恢复并一直延续。明弘治九年（1496年），南京户部主事刘景寅整治北新关关务：他先是筑石为岸，再在运河水中修筑高台，高台伸入运河有三丈，左右都有台阶方便船只上岸；同时改建公署，拆除了关署旧门，将其改为三开间厅堂，取名为“公恕堂”，堂后门中又立复门作为屏墙，此门通往署内，而再堂前临河一侧的高台上立一座高大牌坊，牌坊下有阶梯、围以栏杆。明嘉靖十年（1531年），主事叶君瑞又以关署太小为由向民众购置土地，在关署池沼上修建亭子。嘉靖十三年（1534年），员外郎杨文升重修中堂，一定程度改善了公署的办公条件，但是堂前水岸仅有几步，往来办理税务商贾众多，局促于狭小的场地很是不便。嘉靖十七年（1538年），吕韶主持北新关后重修官署，扩大了庭院面积，将中堂北迁数丈，拆除关后旧屋舍，最终厅堂可以容纳百余人；又将自己的官邸移到东室，在厅后造轩三间以迎宾客；关署后园圃筑墙环绕，疏浚其中池沼，将楼屋搬到池沼中小岛上，可以登楼眺望。工程前后有三月，花费百余金，北新关关署焕然一新。后来韩文镜主持北新关，节省俸禄用来改造庭院，新建了青阁，增制朱栏，侍弄花草。北新关关署历经几代官员策划修建，功能日益完备，景色亦别具一格，成为了湖墅一带运河沿线的佳景。:178-181清同治三年（1864年）12月，左宗棠向朝廷请求暂停关税，北新关最终废止，后户部虽然多次试图恢复北新关但都未果。

## 关署设置

### 关署布局

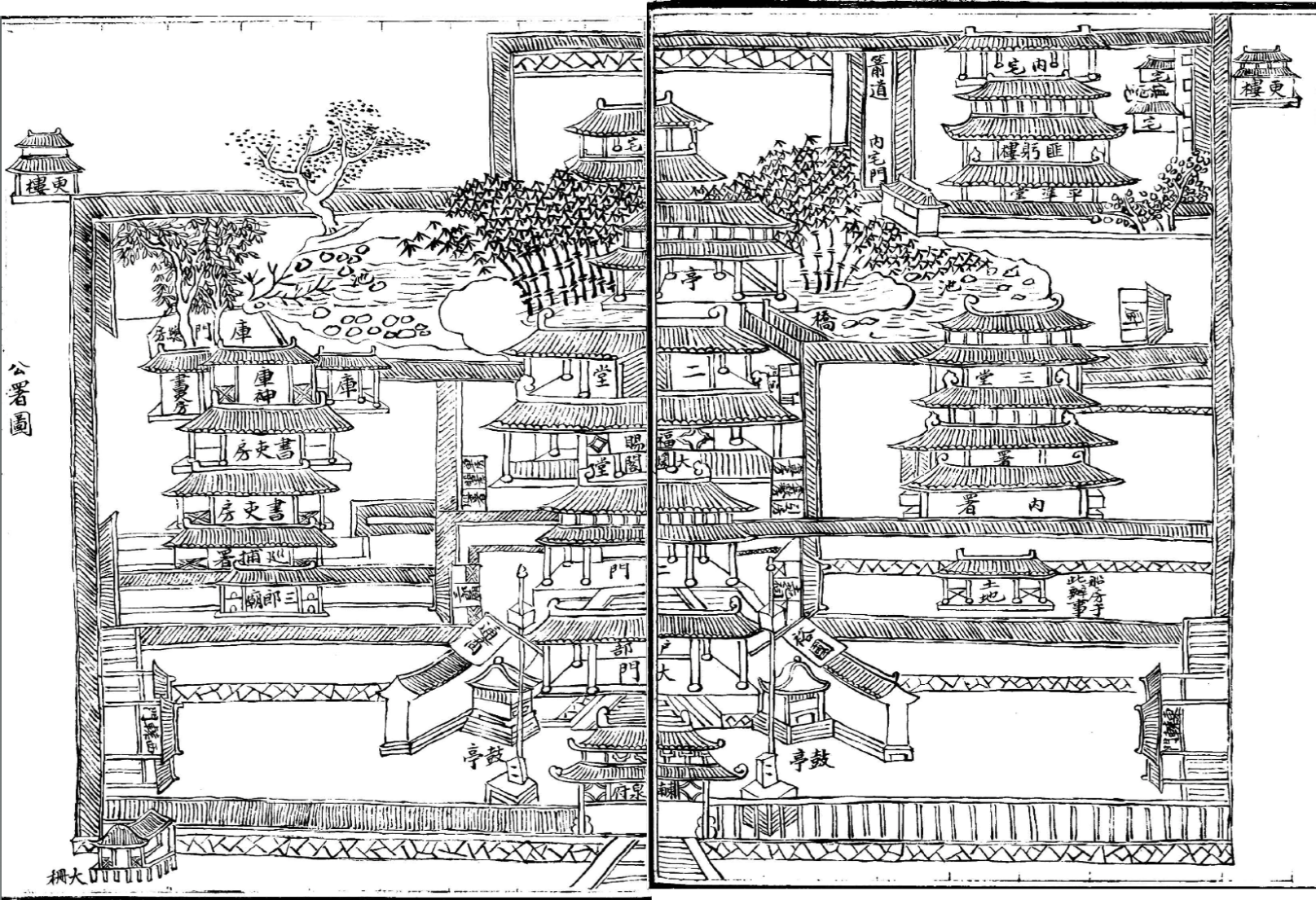
北关关署总览

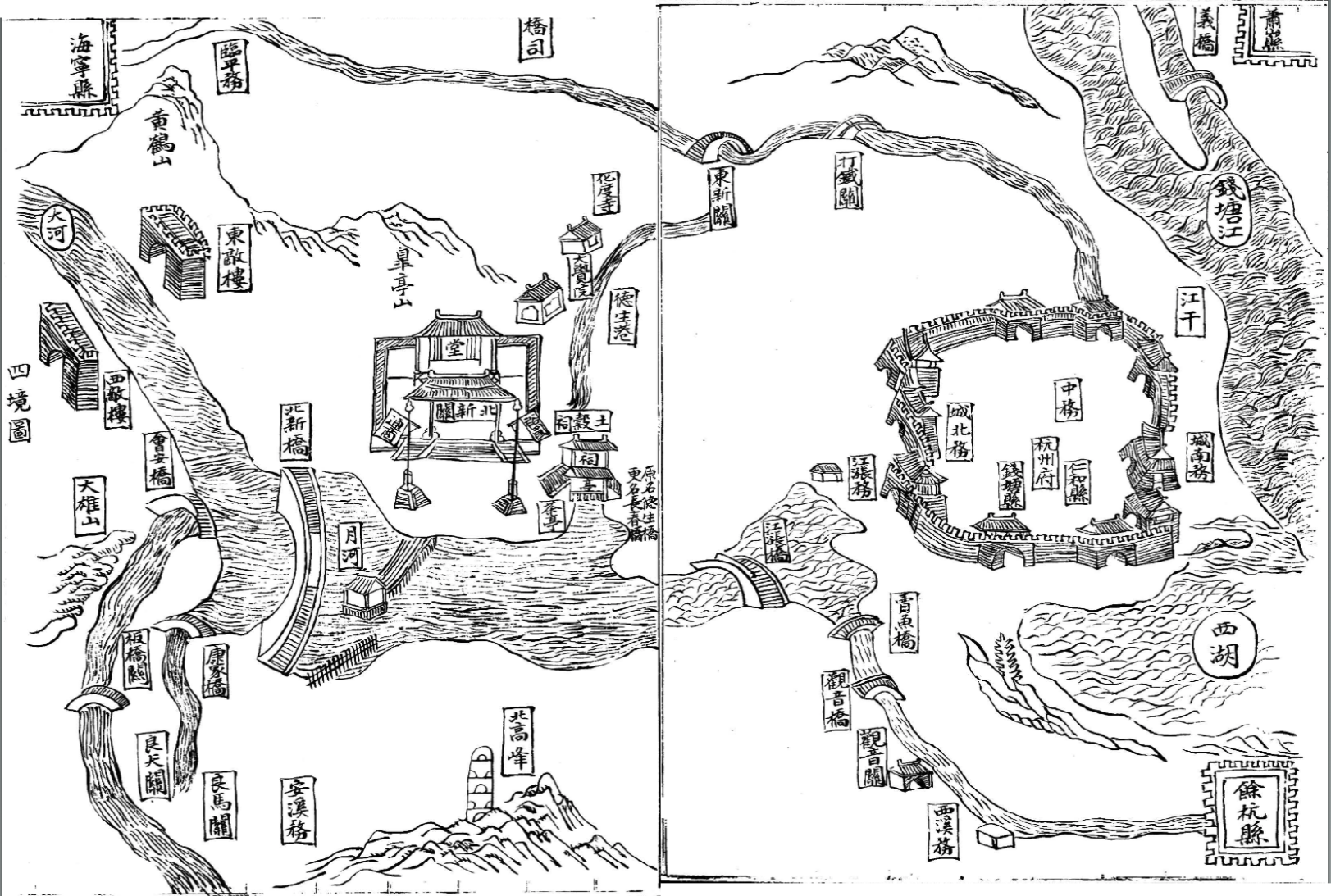
北新关周边地图

北新关关署始建无考，明万历二十五年（1597年）因运河漕船失火导致旧署焚毁，后来榷使傅庆贻重建关署。关署总体分为左中右三路，中路建筑为其轴线，从外依次为牌坊、大门、仪门、大堂、二堂、后等高等级建筑；左右两路建筑一般由土地祠、库房、书吏房等辅助用房组成。新建关署在关前建有鼓楼，高三丈。临河建有牌坊，坊下以栅栏围护。入门则为关署前厅，前厅共计三间；厅内则为正堂，同样为三间，正堂前设有卷篷，后面的小厅用来迎宾。正堂左侧为书房。正堂后又有后堂小厅三间，厅后又筑台临池沼。后堂左侧为官员居所，后来改建为楼，居所两侧各有廊房，廊房外又有平房供厨师和佣人居住。后堂右侧为存放税银的关署库房，库房外为文员书写报告文案的吏书房，共计五间，官吏在此不得私自外出；又又单房二间，专供人在此挂号写票。仪门外有土地庙一间，册房一间，册房供文员编写通知文册。大门外有委官小署三间，每季派来的品秩较低的委任官员都居住在这里；另又有听事官房，为一间楼房，听事官在此看守关栅，后改为迎宾。门外有榜亭，亭中张贴关署榜文公告。关署空间可以分为：在办公区域前展现关署威仪和关署界线的对外空间，多由辕门、牌坊、鼓亭、大门等组成；关署的办公空间，如大堂、书吏房等；库房空间；内宅空间，多位于关署后部；祭祀空间，供榷使新上任时祭祀；游憩空间，多在关署之后，有亭、楼、池、沼，环境优美。清代关署基本延续明制，在前朝基础上略有添置。

### 流通商品
明清时期的杭州不仅本身手工业产出发达，同时转运贸易也很发达，因此北新关的腹地不仅有华北、东南、江南等地，还延伸到了西南和中南地区。来往北新关的商品种类繁多，根据关税档案仅仅药材类即有217种，丝绸布匹也有50多种，根据《北新关商税则例》征收税收的商品多达50大类2100多种，其中最主要的为生丝、纺织品、粮食和各类杂货。丝绸作为浙江本土生产的重要商品，也是当时中国海外贸易的价值份额最大的商品，其中大量浙江丝绸经由北新关运往广东、厦门等地转销海外。当时的浙江不仅为生丝产地，也是重要的棉产地，有着发达的纺织业，其纺织品远销四川、陕西、台湾等地，江浙各地的纺织品不少都经由北新关转运至全国，因此通关的绸缎直接左右着北新关的税收盈缩。同时从明中期开始，杭嘉湖地区由产粮区转为缺粮区，至清代缺粮更加严重，需要仰仗湖广、江西等地的粮食输入才能维持供需平衡，这些粮食大多购自苏州，经由运河运抵北新关南杭州湖墅，再由湖墅转销浙江各地——粮食的大规模转运也催生了杭州周边的一些专营米业的市镇，海宁的长安镇即为其中代表。商品既有自江西、福建、两广等地运至钱塘江北上过关销往苏州、松江，也有过关渡钱塘江至南岸义桥经浙东运河到宁波出海。由于北新关特殊的地理位置，相较其他税关其税收波动不大，清代前期始终在20万两上下波动，其中手工业及日用品占到12万两。

### 稅收管理
雍正《北新关志》记载了北新关报税的主要流程。对于商税，则首先需要到单房填报报税单，写明商人姓名、籍贯、货物名称、数量、来源及去向，再由大单厂誊写单据；算房根据申报税单计算所需要收取的税费；内衙出具朱签；官员或出堂直接到大栅处收税放行，也可以商人自己赴柜纳银，柜台发给印票，然后过关。对于船税，也需要填报报税单，写明船只类型、船户名字和籍贯、所载船客姓名或商品名称及其数目等，之后大栅处丈量船只，发给小票；船单房写税单；算房根据单据计算税费；船户赴柜纳银；船房发给船筹后，船户就回到大栅，大栅唱清尺寸放行船只。除去桥下水门收取水路关税，北新关也收取过桥陆路关税。清康熙二十五年（1686年），北新关税入达十万两之多，约占全国各关税银总额的8.8%。日本学者香坂昌紀考虑到主粮和杭州本地丝绢低税特性，计算得出北新关的税率与浒墅关、淮安关不同，远远低于清代三十分之一的标准税率。
北新關作為稅關，其本務為徵收稅料，確保一定數額的稅款上繳戶部，而雍正朝以後火耗歸公要求多餘稅款也要上繳中央，但在实际操作中掠夺多征、中饱私囊屡见不鲜。根據雍正《關志》，北新關根據船隻樣式尺寸將船料分為五種，官定船料費最高只有一兩四五錢，與蘇州滸墅關不同船稅不包含商稅和貨稅，附近居民還有“便民小票”能夠簡易通關。然而在實際操作中，各徵稅、稽查關口存在許多陋習，稽查口岸在確認關單和貨品相符後會向商人索取“照票”賄賂，其中一些“照票”可以抽取額定關稅的二至三倍，稱之為“重照”；有時客商遇到夜晚雨雪天氣，關吏故意扣留以索取賄賂，稱之為“免看”。《清诗铎》中更有陳春曉作《杭州關》譏諷這一陋習道：“杭关吏，踞守关南北，南北设两关，榷使有专职，两关之设为通商，往来行人何戚戚，过关莫如杭关难。⋯⋯”其中两关即指城北户关北新关和城南工关南新关。为躲避北新关沉重的税负，部分商人选择绕道躲避，宁愿选择昂贵的陆地挑运也不走水路过关，例如《关志》记载余杭当时开辟两陆路北上江宁绕过北新关，导致税入减少三四成，户部因此要求朝廷明令禁止绕道以保证岁入。

### 税关管理
杭州在明初即已经成为重要的工商都市，据明《一统路程图记》记载，杭州对外交通路线多达16条。景泰元年（1450年）明朝户部设北新关为钞关；万历八年（1580年），临清关为运河钞关之首，而北新关居其次；至天启五年（1625年）北新关税额增长一倍有余，仅次于苏州浒墅关为全国第二。为了防止民间偷漏关税，政府在杭州周边设立了大量征税口岸和稽查口岸，总计13处征税口岸进行征税，明代另有20处稽查口岸专事货物稽查而不征税，包括杭州十城门及闸口、螺师埠、银杏埠、德胜坝、新河坝、对河、赤山埠、富阳、上陌、千秋岭等杭州对外交通要道。清代设关大抵延续明制，但在管理体制存在变化：顺治年间，户部专门派遣汉人官员管理关务，而到了康熙元年（1662年）中央专派满汉官员及笔帖式各一名执掌关务；康熙四年（1665年）朝廷又将关务交予浙江布政司管理，五十五年（1716年）改由浙江巡抚管理，五十七年（1718年）又委任杭州知府管理，至雍正七年（1729年）改杭州织造管理，乾隆五十八年（1793）关务又归浙江巡抚，道光元年（1821年）后关务归于杭州织造兼管。清代管理机制的变化又和关税在国家财政中地位提升，成为仅次于田赋、盐税的第三大收入来源，政府为有效管理税关对管理机制进行了诸多探索。清代的北新关主要管理浙江内河商业贸易，与乍浦、宁波的浙海关各有所司。北新关每天有两次开关时间，早关在上午九点到十一点，晚关在下午一点到三点。明代自弘治六年至崇祯七年的141年间，北新关共有151人担任主官，清代从顺治二年到雍正九年的86年间，共有85人担任主官；明清两代，北新关的主官平均任期只有一年左右——这一方面代表了北新关的重要程度，同时也侧面体现官吏贪腐之严重。
| 口岸名称                                                               | 地理位置                   | 距离关署位置 | 交通                                           |
| ---------------------------------------------------------------------- | -------------------------- | ------------ | ---------------------------------------------- |
| 大关口岸                                                               | 大运河南端                 | 关署本部     | 杭州城里                                       |
| 杭州税务司                                                             | 杭州城内羊坝头             | 大关东南20里 | 杭州城里                                       |
| 江涨税课分司                                                           | 武林门外江涨桥             | 大关东南10里 | 通北新河                                       |
| 城南税课分司                                                           | 城南凤凰山门外             | 大关东南30里 | 通福建、广东、浙东、徽州等处                   |
| 横塘临平税课分司                                                       | 仁和县临平镇               | 大关东北45里 | 通杭州、长安                                   |
| 西溪税务课司                                                           | 钱塘县留下镇               | 大关西南20里 | 通余杭等处                                     |
| 安溪奉口务税课司                                                       | 钱塘县安溪镇               | 大关西北35里 | 通余杭、杭州、嘉兴、湖州等处                   |
| 东新关                                                                 | 仁和县一都六图             | 大关东南8里  | 通海宁、苏州、松江、杭州等处                   |
| 板桥关                                                                 | 钱塘县调露乡               | 大关西北10里 | 通临安、余杭、杭州、嘉兴、湖州、苏州、松江等处 |
| 观音桥                                                                 | 钱塘县调露乡               | 大关西南5里  | 通余杭、临安、於潜、昌化等处                   |
| 良马关                                                                 | 钱塘县灵芝三都二图（良渚） | 大关西北30里 | 通嘉兴、湖州                                   |
| 良畎关                                                                 | 钱塘县灵芝三都二图         | 大关西北20里 | 通嘉兴、湖州、松江、苏州等处                   |
| 打铁关                                                                 | 仁和县太平乡               | 西接东新关   | 通东新关                                       |
| 备注：出自乾隆《浙江通志》卷86，前七为七大征税口岸，后六为六小征税口岸 |                            |              |                                                |

## 周边胜景
北新关船埠为清代康熙、乾隆南巡的御码头，曾经立有康熙六十大寿的万寿无疆碑亭，碑亭碑刻有“康熙五十二年三月十八日，浙江绅士、耆民、商贾、兵丁公立”字样。此碑为康熙在最后一次下江南之后，浙江布政使徐欐等一众官员修筑，用以庆祝皇帝生日。碑亭旧时在丽水路大关桥至登云桥之间运河边某处。
北新关东侧为钞关街，又名河塍路，今天为大兜路历史文化街区；西侧为桥西街，今为桥西历史文化街区。由于北新官署在运河东，因而东街更为繁华。明万历四十六年（1618）春，荆之琦担任北新关关长，重新整治东街，时人称之荆公街并比于西湖苏堤。关北旧时为封鲸观，为明代倭寇首级堆砌而成的京观。嘉靖四十年（1561年），明代浙直总督胡宗宪在北新关外修筑京观，前后堆砌倭寇首级千余，他还在京观之前竖立高大的石碑，碑上题名“封鲸观”，用来炫耀自己的武功。清代的丁丙、魏标等都为此观留下诗文，但此时碑文已经仅剩下残碑。关东东西向街道为大浒弄，旧名德生街，旧时杭州知事陶镛题写“古青莎镇”牌坊在弄口运河畔，今已无存。“青莎镇”为湖墅故称，杭州市政府后在大浒街街口运河边立新德“青莎公园”牌坊。大浒弄旧时弄内有小溪潺潺，人家傍水架桥，各植杨柳。民国时期，众多文人墨客青睐此地，郁达夫即定居于此处。
拱宸桥的建立可能也和北新关有关。北新钞关建立之后，关桥以北的水域成为通关船只排队的地方，队伍最长可以排到北面的谢村，如果遇到汛期水涨船只无法通过关桥桥洞，则需要停留更长时间。因此，船上人员生活皆仰赖岸上供应，久而久之这一带运河两岸就聚集形成商业区，为方便两岸人家交通往来，拱宸桥也就应运而生。拱宸桥始建于崇祯四年（1631年），清顺治八年（1651年）倒塌，直到康熙五十三年（1714年）重建，康熙前五次南巡都是在北新关船埠登陆，或有人以为拱宸桥之名因恭迎皇帝而得名。

## 遗址
北新關遺址位於杭州拱墅区拱宸桥南运河边青莎公园内，其所在的北新关广场为青莎公园的主体。广场面积约2000平方米，是一个三面环水的亲水平台，几乎和水面平行，广场上面有对于运河漕运的历史介绍。广场一面为运河，另外两侧为人工水系，由南向北逐渐跌落，在宝庆桥下设驳墈与运河水隔断。广场的周围会种植樱花和桃花林，地面配以卵石，每至落花时节再现昔年湖墅“散花滩”意境。广场两侧散布民居，再现当时杭州居民居住风貌。2011年，拱墅区为了深化运河品牌，在全区搜集十大文化遗存，陆续立碑保护——10月10日，拱墅区政府在北新关遗址处树立遗址碑，碑文详尽介绍了北新关的由来。
- 北新关遗址东侧
- 复原北新关桥
- 北新关运河船埠其一
- 北新关运河船埠其二
- 北新关遗址及遗址碑文

## 交通
杭州水上公交2号线设有北新关站。2018年8月28日至11月21日北新关站码头进行改造，暂时关闭。